# تمرد بانثاي
تمرد بانثاي (1856–1873) الذي يسميه الصينيون تمرد دو وين شيو «تمرد تو وين-هسيو» (بالصينية: 杜文秀起義; البينيين: Dù Wénxiù Qǐyì) هو تمرد لمسلمي قومية هوي وأقليات قومية غير مسلمة أخرى ضد حكام أسرة تشينغ في جنوب غرب مقاطعة يونان، وهو جزء من التمردات التي قادتها قومية هوي ضد أسرة تشينغ.
كلمة «بانثاي» هي كلمة بورمية ترادف كلمة «بانغ هسي» الشانية، وهو الاسم الذي أطلقه البورميون على مسلمي الصين الذين انتقلوا إلى بورما من مقاطعة يونان الصينية. ولم يكن هذا الاسم معروفًا في مقاطعة يونان نفسها من قبل.

## أسباب التمرد

علم تمرد بانثاي.

يعتقد أن تمرد باثاي كان بسبب التمييز الذي ارتكبته الإدارة الإمبراطورية الصينية ضد قومية هوي، وهو التمييز الذي تسبب في اندلاع عدة تمردات لهذه القومية من قبل. على الرغم من ذلك، ترجّح بعض المصادر أن تمرد بانثاي نشأ نتيجة صراع بين عمال مناجم من قوميتي هان وهوي سنة 1853 م. كانت الاشتباكات بين القوميتين متكررة منذ عقود سابقة لهذا الحدث، بما في ذلك المجزرة التي ارتكبتها قومية هان سنة 1845 م بمساعدة مسؤولي أسرة تشينغ ضد قومية هوي، واستمرت لثلاثة أيام. وقد ذكر الإصدار الثامن من موسوعة الأديان والأخلاقيات أن تمرد بانثاي الذي قاده المسلمون كان بدافع العداء العنصري والحرب الطبقية، وليس كما يفترض أنه بدافع الإسلام والدين.
في سنة 1856 م، قامت مذبحة للمسلمين على أيدي أسرة تشينغ المانشوية نظرًا لدورهم في اندلاع تمرد واسع النطاق ومتعدد الأعراق في كونمينغ عاصمة مقاطعة يونان. مما دفع دو وين شيو الذي ولد في يونغتشانغ لأسرة من قومية هان اعتنقت الإسلام إلى تأسيس مملكته المستقلة في دالي غرب مقاطعة يونان.

## أيديولوجية المتمردين
لم يكن دافع التمرد دينيًا، بدليل مشاركة قبيلتي كاخين وشان ذاتا الأصول البورمية غير المسلمتين وغيرهما من العرقيات في التمرد. وقد ذكر أحد الضباط البريطانيين المعاصرين للأحداث، أن المسلمين لم يثوروا لأسباب دينية، وأن الصينيين كانوا متسامحين مع الأديان المختلفة، فمن غير المرجح أن يكون التمرد ناتجًا عن معارضتم لممارسة شعائر الإسلام. بالإضافة إلى ذلك، فقد شاركت قوات مسلمة موالية لأسرة تشينغ في سحق المتمردين المسلمين.
بدأ التمرد بعد مذابح لقومية هوي ارتكبها مسؤولون مانشويون سنة 1856 م في كونمينغ، نتج عنها تعرّض 3,000 مسلم للذبح بتحريض من المفوض القضائي الذي كان ينتمي لقومية المانشو. قاد دو وين شيو المنتمي لقومية الهان الصينية، كل من الهوي المسلمين والهان الصينيين للثورة على حكم أسرة تشينغ. ولم يُلق دو وين شيو باللائمة على قومية هان بشأن المذبحة، وإنما ألقى باللوم على النظام الحاكم المانشوي ذي الأصول غير الصينية الذي يضطهد الأقليات الصينية. كما لم يكن يستهدف قومية هان في تمرده، وإنما كان معاديًا لأسرة تشينغ وداعيًا لتحطيم حكومتهم المانشوية. دعا دو وين شيو لطرد المانشو تمامًا من كل الصين، لتعود الصين مجددًا تحت حكم الصينيين. فانضمت قوات متعددة من غير المسلمين من قوميات لي وباي وهاني إلى صفوف جيش دو وين شيو.
دعا دو وين شيو في خطاباته المعادية للمانشو أثناء التمرد على أسرة تشينغ، قومية هان للانضمام إلى قومية هوى للإطاحة بأسرة تشينغ المانشوية بعدما دام حكمهم لمدة 200 سنة. ودعا مسلمي قوميتي هوي وهان للاتحاد. وقد نُقل عنه قوله: «أمام جيشنا ثلاث مهام: طرد المانشو والاتحاد مع الصينيين وطرد الخونة.» ودعا دو وين شيو قومية هان لمساندة قومية هوي لطرد الإمبراطور المانشوي ونظامه الحاكم خارج الصين.
شن دو وين شيو حربًا شاملة ضد حكم المانشو. وشن بقواته عدة هجمات على كونمينغ عاصمة مقاطعة يونان انطلاقًا من عاصمته دالي. كما دعا الزعيم المسلم ما رولونغ الذي ينتمي لقومية هوي، للمشاركة في طرد أسرة تشينغ المانشوية واستعادة الصين. لكن ما رولونغ رفض وفضّل أن يكون في صف أسرة تشينغ الحاكمة، ربما يرجع ذلك للاختلاف المذهبي بين المتمردين، فسرعان ما استسلم المتمردون الأحناف بقيادة ما رولونغ لأسرة تشينغ، بينما أصر المسلمون الصوفيون على عدم الاستسلام. كان بعض المتمردين الصوفيين في تمرد بانثاي أمثال ما شنغ لين على تواصل مع زعيم متمردي دونغان الصوفي ما هوالونغ، وظلوا على اتصال. أصبح دو وين شو «بطلاً للمسلمين» بعد دعوته لطرد المانشو.
استمر التمرد حتى سنة 1873 م. وشارك فيه أفراد من قومية هوي جاؤوا من المقاطعات التي لم تشارك في التمرد مثل سيشوان وتشيجيانغ بدور تفاوضي بين المتمردين الهويين وحكومة أسرة تشينغ. ارتدى دو وين شيو الملابس الصينية، وألزم استخدام اللغة العربية في نظامه الحاكم، وحرّم أكل لحم الخنازير، وهو ما فعله ما رولونغ الذي منع أيضًا أكل لحم الخنازير في مناطق سيطرته رغم التحاقه بقوات أسرة تشينغ.
خاض دو وين شيو حربه ضد ما رولينغ الذي قاتل في صفوف قوات أسرة تشينغ، وهو ما يُدلّل به الباحث المسلم يوسف ما ديشين على أن الكونفوشيوسيين الجدد كانوا متسامحين مع المسلمين. كذلك كان تعامل دو وين شيو مع القبائل الوثنية والكونفوشيوسيين والمسلمين باحترام وفقًا للقوانين التي طبّقها في مملكته التي شغل فيها الهان ثلث المناصب العسكرية، ومعظم المناصب المدنية.
كانت شعارات دو وين شيو في ثورته:
| « | فلنتصالح مع الهان، وليسقط بلاط أسرة تشينغ | » |

| «          | 安漢反清 | » |
| — بالصينية |          |   |

| « | فليتحد الهوي والهان ليعلو علم الثورة لنتخلص من البرابرة المانشو لتحيا الصين لنتخلص من الفساد لنحمي الناس من الماء والنار | » |

| «          | 連回、漢為一體、 豎立義旗、 驅逐韃虜、 恢復中華、 剪除貪污、 出民水火 | » |
| — بالصينية |                                                                       |   |

تعد الحكومة الصينية الحالية دو وين شيو بطلًا من أبطال الصين.

## تتابع الأحداث
بدأ التمرد على هيئة انتفاضات محلية واسعة النطاق تقريبًا في كل مناطق مقاطعة يونان. قاد دو وين شيو المتمردين في غرب يونان بعدما سيطر على مدينة دالي سنة 1856 م (استطاع أن يحتفظ بها حتى سقطت سنة 1872 م)، لتصبح القاعدة السياسية والعسكرية للمعارضين لحكومة أسرة تشينغ، والذين صبّوا جمّ غضبهم على المسؤولين المحليين في تحدي منهم للحكومة المركزية في بكين. كانت الحكومة الإمبراطورية منشغلة بالعديد من المشاكل كتمرد تايبينغ في مختلف أنحاء إمبراطوريتهم مترامية الأطراف، كما لم تكن الحكومة قد أفاقت بعد سلسلة من المعاهدات غير المتكافئة مثل معاهدة نانجينغ. ساهمت هذه الظروف على هيمنة المسلمين على مقاطعة يونان.
سيطر المتمردون على مدينة دالي، التي أصبحت قاعدة لعملياتهم، وأعلنوا أنفسهم كيانًا سياسيًا مستقل عن الصين. أطلق المتمردون على دولتهم اسم بينغنان غيو (بالصينية: 平南国) وتعني «الدولة الجنوبية المسالمة»، وأصبح قائدها سليمان بن عبد الرحمن الذي يعرف باسم دو وين شيو (أصل اسمه يانج شيو) الملقب بلقب قائد جميع المسلمين (وتسميه المصادر الغربية بالسلطان سليمان) الذي حكم منذ سنة 1856 – 26 ديسمبر1872. اتخذت السلطنة عدة مدن أخرى كقواعد مركزية للحكم مثل مدينة تينغيوي القريبة من مدينة بهامو البورمية، وبلغت السلطنة ذروة مجدها سنة 1860 م، وكانت أفضل فتراتها بين سنتي 1860-1868 م، واستطاعت السلطنة السيطرة على 40 بلدة و100 قرية.
حاصر المتمردون مدينة كونمينغ عدة مرات سنوات 1857، 1861، 1863، 1868. كما حاصرها ما رولونغ سنة 1862 م، إلا أنه انضم لقوات الحكومة المركزية بعد ما عُرض عليه منصب عسكري. لم يتقبّل أتباعه قراره بفك الحصار، واستغلوا غيابه فقتلوا القائد الحكومي بان ديو، وسيطروا على المدينة سنة 1863 م، وعقدوا النية على تسليمها لدو وين شيو. ولكن قبل وصول قوات وين شيو، عاد ما رولونغ ونجح في استعادة السيطرة على كونمينغ بمساعدة الضابط الحكومي سين يوينغ.
انهارت قوى السلطنة بعد سنة 1868 م، بعد أن نجحت الحكومة الإمبراطورية في ترتيب أوراقها. بحلول سنة 1871 م، أرسلت الحكومة حملة لإنهاء تمرد الهوي المسلمين في مقاطعة يونان. أحكمت تلك الحملة قبضتها حول السلطنة، فاهتزت قوى السلطنة وسقطت المدينة تلو الأخرى بعد سلسلة من الهجمات المنظمة التي شنتها القوات الحكومية. تعرضت دالي نفسها للحصار من قبل القوات الحكومية. وجد السلطان سليمان نفسه حبيس عاصمته، مما دفعه لطلب العون العسكري من البريطانيين، بعدما أدرك أن التدخل العسكري البريطاني قد ينقذ سلطنته. كانت السلطات البريطانية في الهند وبورما قد أرسلت حملة بقيادة الميجور سلادن على مدينة تينجيوي الواقعة في مقاطعة يونان منذ مايو وحتى يوليو 1868. التقت الحملة في تينجيوي بعدد من ضباط المتمردين. كان الهدف الرئيس للحملة هو تأمين الطريق التجاري بين بهامو البورمية ومقاطعة يونان الصينية، الذي توقف بعد سنة 1855 م بعد أن اندلع تمرد المسلمين في مقاطعة يونان الصينية.
في سنة 1872 م، أرسل السلطان سليمان ابنه بالتبني الأمير حسن عبر بورما برسالة شخصية إلى الملكة فيكتوريا، طمعًا في الحصول على اعتراف بريطانيا بسلطنته كقوة مستقلة. قوبل الأمير حسن بحفاوة في بورما وإنجلترا، ولكن رُفض طلبه بأدب نظرًا لعدم استعداد بريطانيا للتدخل العسكري في مقاطعة يونان ضد حكومة بكين. وقبل أن يتمكن الأمير حسن من العودة، كانت عاصمة السلطنة دالي قد سقطت في أيدي الجند الإمبراطوري في يناير سنة 1873 م.
شنت القوات الإمبراطورية حربًا شاملة ضد السلطنة بمساعدة خبراء مدفعية فرنسيين، إضافة إلى عتادهم الحديث وحسن تدريبهم وتفوقهم العددي ضد المتمردين المسلحين بأسلحة قديمة والمفتقدين للحلفاء، وبالتالي سقطت السلطنة بعد عقدين من التمرد. حاول السلطان سليمان أن ينهي حياته قبل أن يقع في أيدي أعدائه، إلا أنه أُعدم قبل أن يأخذ الأفيون الذي تجرعه مفعوله. ارتكب الجنود المانشو مجزرة في حق المدنيين فقتلوا الآلاف وقطعوا آذانهم ورؤوسهم. ودفن جسد السلطان في منطقة تسيادو خارج دالي، وأرسل الرأس محفوظة في العسل إلى البلاط الإمبراطوري كدليل على الانتصار الساحق للإمبراطور على مسلمي مقاطعة يونان.
تم هذا النصر الإمبراطوري على يد قائد مسلم آخر وهو ما رولونغ الذي انشق عن المتمردين والتحق بقوات الإمبراطور وسيطر على معظم مقاطعة يونان، والذي يسميه الأوروبيون المارشال «ما». حاول فلول جند السلطنة مواصلة المقاومة بعد سقوط دالي، ولكن بعد أن حُوصرت تينغيوي وسقطت في مايو سنة 1873 م، سقطت المقاومة كليًّا، وأعدم زعيم المقاومين تا-سا-كون بأمر من الحكومة الإمبراطورية.

## النتائج
تسبب التمرد في مقتل مليون شخص في مقاطعة يونان، كما تعرض مسلمو يونان لاضطهاد أباطرة المانشو، فارتكبت بحقهم مذابح. مما أدى إلى فرار العديد من المسلمين بأسرهم إلى ولاية وا البورمية حوالي سنة 1875م، وأسسوا مدينة بانلونغ. ظلت أقلية هوي المسلمة مضطهدة من قبل الحكومة لمدة 10-15 سنة بعد الأحداث، خاصة عند الحدود الغربية مع بورما. مما دفع العديد من الهوي للهرب عبر الحدود إلى الدول المجاورة، فكونوا أقليات من الهوي في بورما وتايلاند ولاوس.

### أثر التمرد على المسلمين
لم ترتكب السلطة الإمبراطورية مذابح بين المسلمين المستسلمين، كما أصبح القائد ما رولونغ القائد العسكري الأقوى في المقاطعة. ويُذكر أن جيوش أسرة تشينغ ارتكبت مذابح بين صفوف المسلمين المتمردين أو من ساعدوا المتمردين، ولم يعاقبوا المسلمين الذين لم يشاركوا في التمرد.

### أثر التمرد على بورما
كان للتمرد أثره السلبي على أسرة كونباونغ البورمية، فبناءً على طلب الحكومة الصينية، لم تُجرِ الحكومة البورمية أي علاقات تجارية مع سلطنة بنغنان غيو، فتوقفت واردات الأرز الصينية إلى بورما، فلجأت بورما للاستيراد من بريطانيا. كما توقفت صادرات القطن البورمية إلى الصين.

## طالع أيضًا
- الإسلام في الصين
- يوسف ما ديشين
- تمرد تايبينغ